# 위성 전화

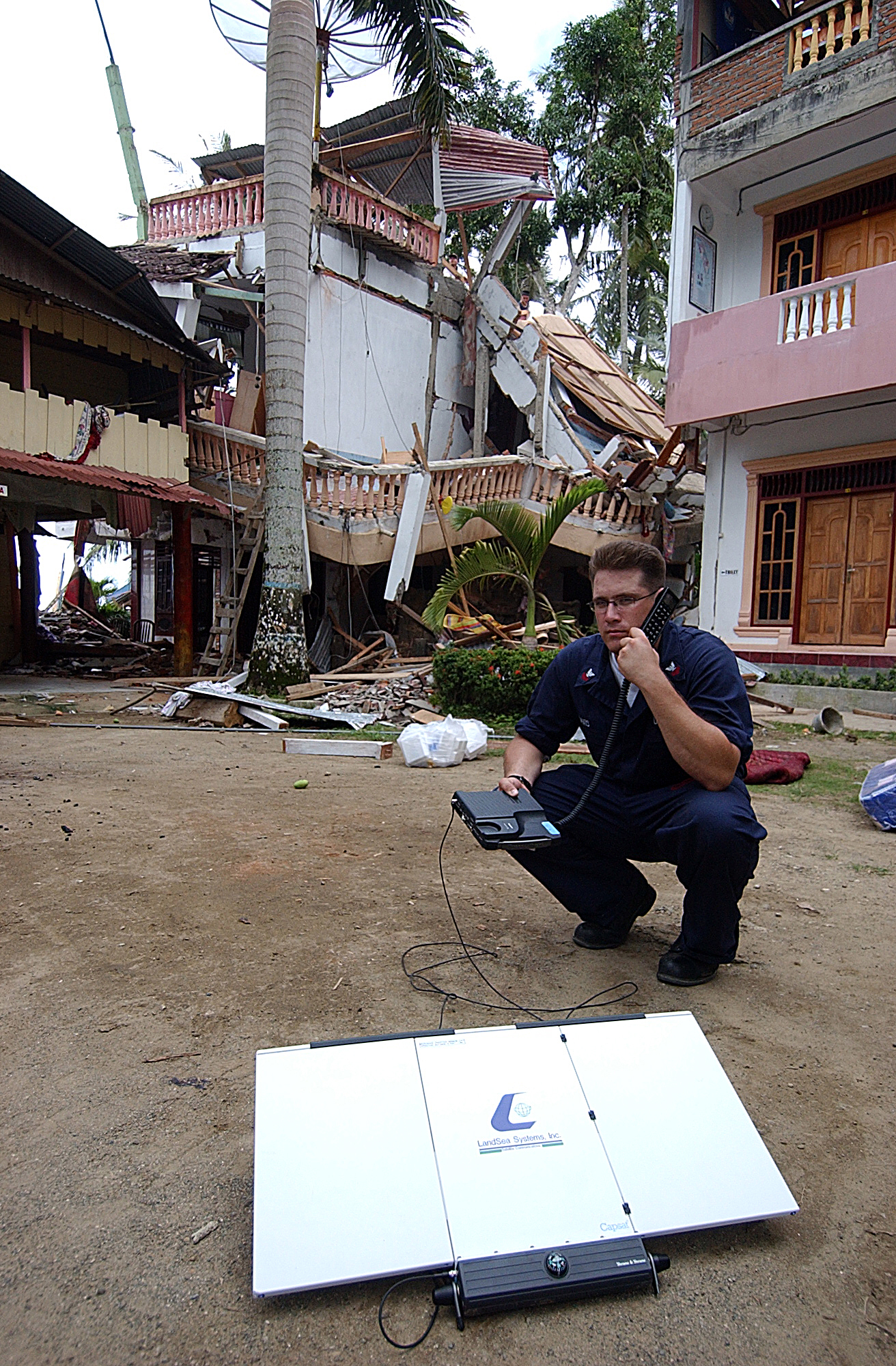
위성 전화, 인마샛(Inmarsat)

위성전화는 위성 통신망을 이용하는 전화이다. 사용되는 기기가 위성이기 때문에, 통화반경에 있어 '일반 이동통신 사업자'의 기지국에 비해 우월한 점이 있다.
범세계 개인휴대통신 GMPCS(Global Mobile Personal Communication Service)는 지구 상공 500-20,000km의 중·저궤도에 위성을 쏘아올려 지구촌 전역에서 이동전화를 이용할 수 있게 하는 통신서비스로, 통화의 사각지대를 없애 GMPCS 단말기만 있으면 마치 국내에서 휴대폰을 사용하듯 상대방과 통화할 수 있다.

## 같이 보기
- 전기 통신